# Лемми
Ле́мми (англ. Lemmy, настоящее имя — Иэн Фрейзер Килмистер (англ. Ian Fraser Kilmister); 24 декабря 1945, Берслем — 28 декабря 2015, Лос-Анджелес) — британский бас-гитарист, вокалист, автор песен. Лидер и единственный бессменный участник рок-группы Motörhead.
В 2020 году журнал Rolling Stone поместил его на 33-е место в списке 50 величайших басистов всех времён.

## Детство
Родился после войны, в декабре 1945 года, в городе Сток-он-Трент, Англия.
Когда Лемми было 3 месяца от роду, его отец, капеллан Королевских военно-воздушных сил Великобритании, развелся с его матерью. Мать и бабушка Лемми поселились в Ньюкасле-под-Лаймом, а потом переехали в Маделей, Стетфордшир.
Когда ему было 10 лет, его мать вышла замуж за Джорджа Виллиса, у которого было двое детей от прежнего брака, Патриция и Тони. Потом семья переехала жить на ферму в Бэнлехе, Северный Уэльс. Именно в это время Лемми показал свой интерес к рок-н-роллу, девушкам и лошадям. Его отдали в школу в Амлухе, где он и получил своё прозвище.
После окончания школы и переезда с семьёй в Конви, начал работать на местной фабрике «Хотпоинт», где он играл на гитаре в местных группах, и посещал школу верховой езды. В возрасте 17 лет Лемми встретил девушку по имени Кэтти, и переехал с ней в Стокпорт, где у Кэтти родился сын Шон. Позже его отдали на усыновление.

## Музыкальная карьера

### Ранние годы: 1960-е
В Стокпорте Лемми присоединился к местной группе The Rainmakers, а позже к The Motown Sect.
Желая развиваться дальше, в 1965 году Лемми присоединился к группе The Rockin' Vickers. Они подписали контракт с CBS, и выпустив три сингла, совершили тур по Европе, став первой британской группой, посетившей Югославию. Проживая с группой в квартире в Манчестере, Лемми познакомился с девушкой Трейси. Она родила ему сына Пола, хотя Лемми не принимал никакого участия в воспитании ребёнка, пока тому не исполнилось шесть лет.
Желая добиться ещё большего, в 1967 году он переехал в Лондон. Проживая с Ноэлем Реддингом, он получил работу менеджера в группе The Jimi Hendrix Experience.
В 1968 он присоединился к группе Sam Gopal и записал альбом «Escalator» и сингл «Horse». После встречи с Саймоном Кингом в торговом центре Челси, Лемми вошёл в группу Opal Butterfly. Именно в этот момент Лемми начал думать о том, чтоб изменить своё имя на фамилию отчима, но решил, что изменение свидетельства о рождении и паспорта будет слишком хлопотным, и отбросил эту затею.

### Hawkwind: 1971—1975
В 1971 году присоединился к прогрок-группе Hawkwind. С одной стороны, он неприятно поразил всех старых участников группы своей неуправляемостью, с другой — оказал решающее влияние на развитие её стиля: будучи в прошлом гитаристом, он играл на басу, как на ритм-гитаре, тем самым резко усиливая общий драйв.

Это была настоящая «головная боль» — удерживать диковатого басиста в дисциплинарных рамках, заставлять его являться на концерты и играть там, как следует. Но усилия окупались, едва только Лемми выходил на сцену, потому что он приносил с собой настоящую энергетическую бурю — как в звуке, так и в образе. — Брайан Таун, «The Approved History of Hawkwind».

Именно с Лемми группа записала свои самые известные и сильные альбомы. Перемены в составе привели к радикальному изменению звучания группы. «Hawkwind», сохраняя верность блюз-роковой психоделии, последовательно наращивали и ужесточали ритмичность.
Но поворотным пунктом в истории коллектива стал выпуск сингла «Silver Machine», выпущенного в феврале 1972 года и добравшегося до третьего места в чартах. Первая версия «Silver Machine» была записана 13 февраля, когда вокальную партию исполнял автор текста Роберт Калверт. Через несколько дней после этого менеджер и звукоинженер заново смикшировали звук и перезаписали вокал, пригласив к микрофону Лемми (поскольку Роберт Калверт находился в это время в психиатрической клинике). Таким образом, в самой известной песне «Hawkwind» Лемми исполнил и бас, и вокал.
Следующие релизы с участием Лемми добираются до 18, 14, 16 и 13-го места в чартах. Начало 1975 года группа провела в студии, записывая сингл «Kings Of Speed». Он вышел в марте, с песней «Motorhead» на обороте, последней, как оказалось песней, написанной Лемми для «Hawkwind».
Уход Лемми спровоцировал следующий инцидент: группа (ещё с Лемми в составе) в 1975 году отправилась на гастроли в США в поддержку своего последнего на тот момент альбома Warrior On The Edge Of Time, однако Лемми был арестован на таможне за провоз наркотиков и отправлен на несколько дней в тюрьму. Менеджерам группы удалось его освободить под залог для того, чтобы не сорвать концерты, однако после того, как Лемми их отыграл, он был уволен. Позже Лемми неоднократно утверждал, что арест явился всего лишь удобным поводом для остальных участников группы наконец-то избавиться от него. Ведь к 1975 году состав окончательно раскололся на два наркотических лагеря: амфетаминовый и психоделический, — и Лемми говорил, что в действительности он был уволен за то, что «употреблял не те наркотики».

### Motörhead
После того как Лемми выгнали из группы Hawkwind за злоупотребление наркотиками, он решил создать новую группу, которую сначала хотел назвать Bastard («Ублюдок»), но менеджер группы отговорил его от этого, сказав, что с таким названием группу вряд ли пригласят в Top of the Pops. Тогда Лемми и решил назвать группу Motörhead по названию своей последней песни, которую он сочинил для «Hawkwind». На сленге слово motorhead означает «байкер» или, по другой версии, — амфетамины. «Для красоты» это слово Лемми решил написать через «о» с умлаутом.
Кардинально изменив стиль музыки, именно с этой группой Лемми добился настоящего успеха и всемирного признания, став одной из «икон» хард-рока. Группа достигла наибольшей популярности в начале 1980-х годов, когда альбом 1980 года Ace of Spades получил статус золотого, заняв четвёртое место в британском хит-параде, а концертник No Sleep 'til Hammersmith ворвался на первое место через пять дней после своего выхода. Эти альбомы, наряду с Overkill (1979) и Bomber (1979), закрепили за Motörhead репутацию основной британской хард-рок-группы своего времени и навсегда ввели имя группы в условный «зал славы музыки в стиле хард-н-хэви».

### Имидж

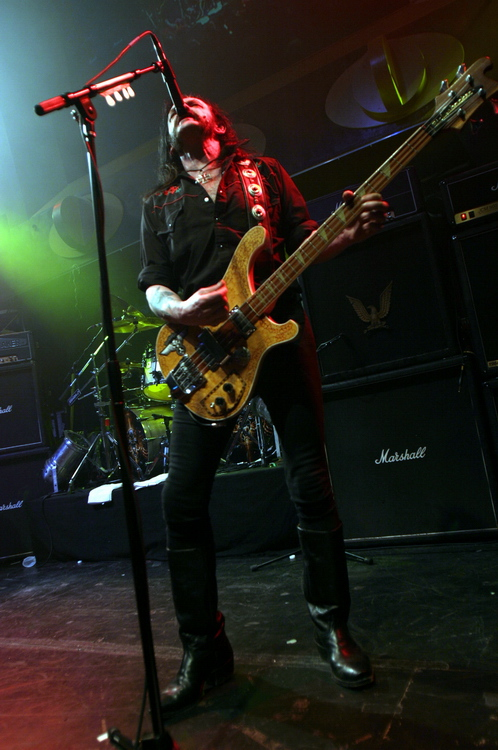
Оригинальный стиль игры на бас-гитаре и пение в высоко поднятый микрофон за долгие годы стали «брендом» Килмистера

Сценический имидж Лемми и грубый голос, сделали его одной из самых узнаваемых культовых личностей рока.
В марте 2010 года музыкальная индустрия решила воздать должное харизме Килмистера, создав документальный фильм «Lemmy», который в течение трёх лет снимался в доме музыканта в Голливуде, а также в турах по всему миру.

## Смерть
Умер 28 декабря 2015 года в своем доме в Лос-Анджелесе, штат Калифорния, в возрасте 70 лет, за видеоигрой. Причиной смерти послужила агрессивная форма рака, которая была диагностирована за два дня до смерти — 26 декабря 2015. Позже выяснилось, что это был рак простаты.
На следующий день, после смерти музыканта, барабанщик Микки Ди объявил о распаде Motörhead, прокомментировав:

«Конечно, история MOTÖRHEAD закончилась. Лемми был сущностью MOTÖRHEAD. Но группа будет продолжать жить в памяти, воспоминаниях многих людей. Мы больше не будем давать концертов, ничего от нас больше не ждите. И пластинок больше никаких не будет. Но огонь не затушить, и Лемми живёт в сердце каждого из нас.
Он просто ужасно исхудал. Оставил всю свою энергию на сцене, и после очередного концерта чувствовал себя невероятно усталым. Просто невероятно, что он находил в себе силы играть, что он был в состоянии закончить европейский тур. Этот тур закончился всего 20 дней тому назад. Невероятно.
Поразительно, что нам удалось завершить этот тур с Лемми. Отрадно, что мы не отменили ни одного концерта из-за Лемми. Я очень рад тому, чего за все эти годы нам удалось достигнуть, и что вместе нам было настолько хорошо.»— Микки Ди

## Память
В 2017 году группа учёных из Лондонского музея естествознания назвала впервые идентифицированный ими вид гигантских вымерших крокодилов — Lemmysuchus obtusidens и, соответственно, новый род крокодиломорфов — Lemmysuchus, в честь основателя Motörhead.

## Дискография
- 1965 The Rockin' Vickers — Zing! Went The Strings Of My Heart/ Stella (7")
- 1965 The Rockin' Vickers — It’s Alright / Stay By Me (7")
- 1966 The Rockin' Vickers — Dandy/ I Don’t Need Your Kind (7")
- 1969 Sam Gopal — Escalator
- 1970 Opal Butterfly — Groupie Girl (7")
- 1972 Hawkwind — Silver Machine/ Seven By Seven (7")
- 1972 Various artists: Revelation triple album (one side of Hawkwind)
- 1972 Various artists: Greasy Trucker’s Party (one side of Hawkwind)
- 1972 Hawkwind — Doremi Fasol Latido
- 1973 Hawkwind — Lord Of Light (7")
- 1973 Hawkwind — Urban Guerilla (7")
- 1973 Hawkwind — Space Ritual
- 1974 Hawkwind — Hall Of The Mountain Grill
- 1974 Hawkwind — Psychedelic Warlords (7")
- 1974 Robert Calvert Ejection/ Catch A Falling Starfighter (7")
- 1974 Robert Calvert — Captain Lockheed and the Starfighters
- 1975 Hawkwind — Kings Of Speed (7")
- 1975 Hawkwind — Warrior on the Edge of Time
- 1977 Hawkwind — Masters of the Universe (compilation)
- 1977 Motörhead — Motörhead
- 1979 Motörhead — Overkill
- 1979 Motörhead — On Parole (recorded in 1975)
- 1979 The Damned — I Just Can’t Be Happy Today/ Ballroom Blitz (with Lemmy on bass) / Turkey Song(7")
- 1979 The Damned — Machine Gun Etiquette
- 1979 Motörhead — Bomber
- 1980 Motörhead — Ace of Spades
- 1980 The Young & Moody Band — Don’t Do That (7" & 12")
- 1981 Motörhead — No Sleep Til Hammersmith
- 1981 Headgirl (Motörhead & Girlschool) — The St. Valentine’s Day Massacre
- 1982 Motörhead — Iron Fist
- 1982 Lemmy & Wendy O. Williams — Stand By Your Man
- 1983 Motörhead — Another Perfect Day
- 1984 Motörhead — No Remorse
- 1984 Hawkwind — Earth Ritual Preview (12" EP)
- 1984 Robert Calvert — Freq
- 1984 Various artists — Hear’n’Aid
- 1985 Hawkwind — Space Ritual Vol. 2 (compilation live)
- 1985 Hawkwind — In the Beginning (live)
- 1986 Motörhead — Orgasmatron
- 1986 Hawkwind — Approved History Of Hawkwind 1967—1982
- 1987 Motörhead — Rock’N’Roll
- 1988 Motörhead — No Sleep at All
- 1988 Albert Jarvinen Band — Countdown
- 1989 Nina Hagen — Nina Hagen
- 1990 Lemmy & The Upsetters — Blue Suede Shoes
- 1990 Various artists — The Last Temptation Of Elvis: Blue Suede Shoes
- 1990 Hardware — Original Soundtrack
- 1991 Motörhead — 1916
- 1992 Motörhead — March ör Die
- 1992 Various Artists — Hellraiser III:Hell on Earth (Original Soundtrack)
- 1993 Motörhead — Bastards
- 1993 The Damned — Tales From The Damned
- 1994 Fast Eddie Clarke — It Ain't over Till It's Over
- 1994 Shonen Knife — Tomato Head (promo single)
- 1994 Shonen Knife — Rock Animals
- 1995 Motörhead — Sacrifice
- 1996 Motörhead — Overnight Sensation
- 1996 Skew Siskin — Electric Chair Music
- 1996 Ugly Kid Joe — Motel California
- 1996 Various artists — Straight Edge as Fuck, Vol. 1-2
- 1996 Myth Dreams of World — Stories of the Greek & Roman Gods & Goddesses
- 1996 Skew Siskin — Voices From The War
- 1997 Various artists — Dragon Attack: A Tribute To Queen
- 1997 The Ramones — We’re Outta Here!
- 1998 Motörhead — Snake Bite Love
- 1998 Various artists — Thunderbolt: A Tribute To AC/DC
- 1998 Various artists — ECW: Extreme Music
- 1999 Motörhead — Everything Louder Than Everyone Else
- 1999 Jetboy — Lost & Found
- 1999 Skew Siskin — What The Hell
- 1999 Hawkwind — Epoch Eclipse: 30 Year Anthology (compilation box)
- 1999 A.N.I.M.A.L. — Usa Toda Tu Fuerza
- 2000 Lemmy — Slim Jim & Danny B — Lemmy — Slim Jim & Danny B
- 2000 — We Are Motörhead (Motörhead)
- 2000 — The Best of Motörhead (Motörhead)
- 2000 — The Chase Is Better Than The Catch ((Motörhead; compilation)
- 2000 — Over The Top — The Rarities (Motörhead; compilation)
- 2000 Swing Cats — A Special Tribute To Elvis
- 2000 The Rockin' Vicars — The Complete — It’s Alright
- 2000 Various artists — Bat Head Soup — Tribute to Ozzy Osbourne
- 2000 Doro — Calling The Wild
- 2001 — All The Aces (Motörhead; compilation)
- 2001 The Pirates — Rock Bottom
- 2001 Various artists — Metallic Assault — A Tribute To Metallica
- 2001 Hair of the Dog — Ignite
- 2001 Various artists — Twisted Forever
- 2001 Various artists — Frezno Smooth (Original Soundtrack)
- 2001 Various artists — WWE: The Music, Vol. 5
- 2002 — Hammered (Motörhead)
- 2002 Various artists — Guitar Greats
- 2002 Royal Philharmonic Orchestra, Mike Batt and guests — Philharmania
- 2002 Various artists — Metal Brigade
- 2002 Various artists — Rise Above: 24 Black Flag Songs to Benefit the West Memphis Three
- 2003 — Stone Deaf Forever ((Motörhead; box set 5 CD)
- 2003 Motörhead — Live at Brixton Academy — The Complete Concert
- 2003 Various artists — Ash Wednesday (Original Soundtrack)
- 2003 Ace Sounds — Still Hungry
- 2003 Skew Siskin — Album Of The Year
- 2004 — Inferno (Motörhead)
- 2004 Probot — Probot
- 2004 Various Artists — The SpongeBob SquarePants Movie Soundtrack (with Motörhead, contributed «You’d Better Swim»)
- 2004 Various Artists — Metallica: The Ultimate Tribute Album (This has Motörhead doing Whiplash for which they won the grammy)
- 2004/5 Various — Numbers From The Beast: An All Star Salute To Iron Maiden — Trooper
- 2005 Hawkwind — Take Me to Your Leader
- 2005 Throw Rag — 13 Ft. and Rising — Tonight the Bottle let me Down
- 2005 Skew Siskin — Devil’s Disciple (Compilation)
- 2006 Lemmy — Damage Case (Compilation)
- 2006 — Fool’s Paradise (The Head Cat)
- 2006 — WWE Wreckless Intent (Various artists)
- 2006 — Kiss of Death (Motörhead)
- 2008 — Motörizer (Motörhead)
- 2010 — The World is Yours
- 2011 — Walk the Walk…Talk the Talk (The Head Cat)
- 2013 — Aftershock (Motörhead)
- 2014 — Silent So Long («Emigrate»)
- 2015 — Bad Magic (Motörhead)

## Видео

### VHS
- 1982 Live In Toronto — Castle Hendering
- 1984 Another Perfect Day EP
- 1985 Birthday Party
- 1986 Deaf Not Blind
- 1988 EP
- 1988 The Decline of Western Civilization II: The Metal Years
- 1990 Hardware
- 1991 Everything louder Than Everything Else
- 1994 John Wayne Bobbitt Uncut

### DVD
- 1997 Eat the Rich
- 1997 Tromeo and Juliet — Troma pictures
- 2000 Cannibal! The Musical — Troma pictures
- 2001 25 & Alive Boneshaker — Steamhammer — SPV
- 2002 Motörhead EP
- 2002 The Best of Motörhead
- 2003 The Special Edition EP
- 2004 Everything Louder Than Everything Else
- 2005 Stage Fright
- 2005 Ringers: Lord of the Fans
- 2006 The Head Cat Live: Rockin' the Cat Club
- 2006 Foo Fighters: Hyde Park
- 2007 Rockin' The Cat Club: Live From The Sunset Strip
- 2010 Lemmy[14]
- 2011 The Wörld Is Yours bonus DVD

## Участие в кино
- В кинофильме Майкла Леманна «Пустоголовые» (1994) Лемми сыграл эпизодическую роль, где сказал всего одну фразу.
- Lemmy (документальный фильм, 2010) — камео
- Съешь богатых (1987) — Спайдер
- Железо (1990) — водитель такси на воде
- Тромео и Джульетта (1997) — рассказчик
- Беспредельный террор (1999) — камео
- Атомная школа: Возвращение. Часть 1 (2013) — Президент США
- Атомная школа: Возвращение. Часть 2 (2017) — Президент США